# Bartender (canção de Lady Antebellum)
Bartender é o título de uma canção gravada pela banda norte-americana de música country Lady Antebellum. Foi lançado em maio de 2014 como o primeiro single de 747, o sexto álbum de estúdio do grupo. A canção foi escrita por Hillary Scott, Charles Kelley, Dave Haywood e Rodney Clawson.

## Recepção da crítica
Matt Bjorke, da Roughstock, deu à canção quatro estrelas de cinco, elogiando o novo som do grupo e afirmando que o single começava uma nova era. Já Melinda Newman, da HitFix, colocou a canção na 4ª posição (dentre 21) no ranking do verão de 2014, afirmando que "a melodia animada, a tradição de beber para esquecer e o banjo no final" fazem a música muito divertida.

## Videoclipe
Com as participações da top model Kate Upton e do humorista Tony Hale, o vídeo da música foi dirigido por Shane Drake e liberado em 19 de junho de 2014.

## Performance comercial
| Paradas                                  | Melhor posição |
| ---------------------------------------- | -------------- |
| Canadá - Canadian Hot 100                | 29             |
| Estados Unidos - Billboard Hot 100       | 31             |
| Estados Unidos - Billboard Country Songs | 4              |